# Oberamt Hochberg
Das Oberamt Hochberg war in napoleonischer Zeit eine Verwaltungseinheit im Süden der Markgrafschaft sowie des aus ihr hervorgegangenen Landes Baden. Es wurde 1810 aufgelöst.

## Historischer Hintergrund
Das im nördlichen Breisgau gelegene Oberamt hatte seine Wurzeln in der im hohen Mittelalter entstandenen Markgrafschaft Baden-Hachberg. Als Teil der Markgrafschaft Baden firmierte sie noch 1786 als Oberamt der Markgrafschaft Hochberg, der auch der badische Anteil an der Herrschaft Prechtal zugeordnet war, später entwickelte sie sich zum Oberamt Hochberg.

## Geschichte

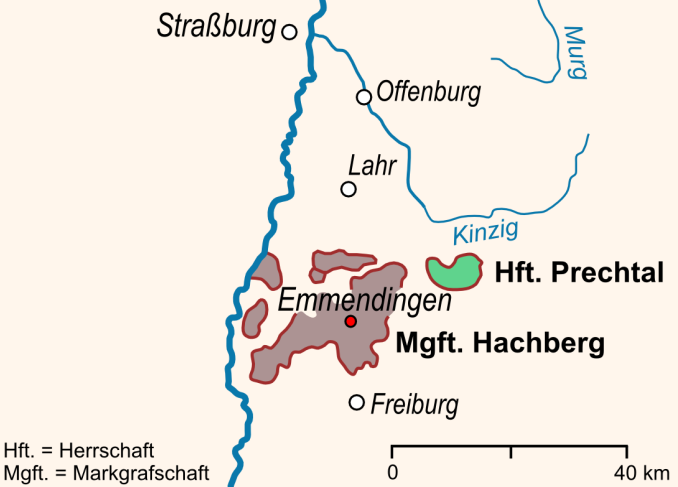
Die altbadischen Besitzungen in der Region

Mit dem Reichsdeputationshauptschluss von 1803 konnte die zum Kurfürstentum aufgewertete Markgrafschaft Baden erhebliche Gebietsgewinne verzeichnen. Dessen Regierung erließ daraufhin kurz nacheinander mehrere Organisationsedikte, von denen zwei die neue Verwaltungsstruktur des Landes festlegten. Im dritten von ihnen wurde das Land in drei Provinzen untergliedert, im sechsten die darunter gelagerte Ebene behandelt. Für den geographisch gesehen mittleren Bereich, in deren Zentrum die Gebiete der altbadischen Markgrafschaften Baden-Baden und Baden-Durlach standen, war es die Provinz der Markgrafschaft, auch Badische Markgrafschaft genannt. Es folgte, neben einer Obervogtei, die Ausweisung von fünf Landvogteien. Letzteren wurden jeweils mehrere Ämter zugewiesen. Bis zur Errichtung dieser Landvogteien wurden, sofern es dort noch keine gab, übergangsweise Oberämter eingerichtet, die Teile der künftigen Landvogteien umfassten. Für den Bereich der Landvogtei Hochberg, der insgesamt fünf künftige Ämter zugeordnet wurden, waren es die noch aufzuteilenden Oberämter Mahlberg (drei) und Hochberg (zwei).
Da es weder zur Errichtung der Landvogtei noch zur Aufteilung des Oberamtes kam, wurde es im Sommer 1807 der neu errichteten Provinz des Oberrheins, auch Badische Markgrafschaft genannt, unterstellt. Prechtal wurde an das Oberamt Waldkirch abgetreten, dafür wurden dem Oberamt Hochberg von Mahlberg das Kloster Tennenbach sowie die noch fehlenden Kondominatsanteile der grundherrlichen Orte Bötzingen und Oberschaffhausen zugeteilt.
In Umsetzung des Novemberedikts von 1809 wurde Anfang 1810 das Oberamt Hochberg aufgehoben, und im Wesentlichen auf zwei neu gegründete Ämter verteilt. Der zentrale Bereich kam zum Amt Emmendingen, mehrere Orte im Westen zum Amt Endingen. Weitere Orte wurden dem Amt Kenzingen, dem Amt Breisach und dem Zweiten Landamt Freiburg zugewiesen. Die grundherrlichen Orte wurden den neu errichteten Kreisen unmittelbar unterstellt.

## Orte und Einwohnerzahlen
1805 wurde von 22.266 Einwohnern berichtet, die sich auf folgende Ortschaften verteilten:
- Emmendingen, mit dem Weiherschloss und Schloss Hochburg: 1480
- Bahlingen: 1622
- Bickensohl: 306
- Bischoffingen: 359
- Bötzingen, mit Oberschaffhausen: 1106
- Kollmarsreute: 228
- Denzlingen, mit Steckenhof und Mauracherhof: 1059
- Eichstetten: 2242
- Gundelfingen, mit Reutebach: 508
- Ihringen: 1368
- Keppenbach im Freiamt, mit Glasig, Pechofen, Gescheid, Reichenbach, Schillingerberg und Vorhof: 852
- Köndringen, mit Landeck: 994
- Königschaffhausen: 656
- Leiselheim: 232
- Maleck, mit Zeismatte: 201
- Malterdingen: 1138
- Mundingen, mit Wöpplinsberg, Münchhof und Amsenhof: 574
- Niederemmendingen: 302
- Nimburg, mit Bottingen: 831
- Ottoschwanden, mit Mußbach, Brettental, Breitebene und Allmendsberg: 1577
- Prechtal: 800
- Sexau, mit Holzmühle, Reichenbächle, Mühlebächle, Eberbach und Staudenhöfe: 616
- Teningen: 1044
- Vörstetten, mit Schupfholz: 633
- Wasser: 172
- Weisweil, mit dem Harderer Hof: 1088
- Windenreute, mit Krumbach: 397

## Weitere Entwicklung
Aus dem Amt Emmendingen ging 1813 das Bezirksamt Emmendingen und, nach mehrfacher Vergrößerung, 1939 der Landkreis Emmendingen hervor.